# Evelína
Evelína je ženské křestní jméno keltského původu. Další variantou jména je Evelin. Vykládá se jako počeštěná podoba anglického jména, jehož původ se nejčastěji vykládá z keltského Eibllin, s významem radost, světlo, a někdy i z francouzského Aveline s významem lesní ořech.
 Podle českého kalendáře má svátek 29. srpna.

## Slavné nositelky jména
- Evelyn Ashfordová – americká atletka
- Evelyn Keyes – americká herečka
- Evelyn Knight – americká písničkářka
- Evelyna Steimarová – česká herečka
- Evelyne Gebhardt – německá politička
- Evelin Jahlová – německá atletka
- Eveline de Haan – nizozemská pozemní hokejistka
- Eveline Widmerová-Schlumpfová – švýcarská politička
- Evelína Kachlířová – česká divadelní herečka
- Evelyn McHale – americká účetní, která spáchala sebevraždu
- Evelyn Nesbitová – americká modelka a herečka
- Evelyne Sullerot – francouzská filosofka a feministka
- Ewelina Flinta – polská zpěvačka
- Ewelina Lisowska – polská zpěvačka
- Ewelina Serafin – polská herečka